# 克爾恩嶺
82°35′S 52°50′W / 82.583°S 52.833°W
克爾恩嶺（英語：Cairn Ridge）是南極洲的山嶺，位於伊莉莎白女王地，處於漢納峰東北面4公里，與杜費克山北面相連，屬於彭薩科拉山脈的一部分，美國地質調查局根據測量和該國海軍的空中照片繪入地圖，現時由南極條約體系管理。